# M830
M830 – amerykański pocisk kumulacyjny. Wystrzeliwany z gładkolufowych armat czołgowych kalibru 120 mm. Wchodzi w skład jednostki ognia czołgu M1 Abrams.

## Dane taktyczno-techniczne
- Kaliber: 120 mm
- Masa pocisku: 11,4 kg
- Masa głowicy bojowej: ?? kg
- Prędkość wylotowa: 1400 m/s
- Maksymalne ciśnienie w lufie: ?? MPa
- Przebijalność: ??